# Pterofagia
Pterofagia - choroba ptaków, objawiająca się wydziobywaniem piór. Występuje najczęściej u kur po zakończeniu pierwszego okresu nieśności i w okresie pierzenia się. 
Jej przyczynami są:
- błędy żywieniowe
- pasożyty zewnętrzne
- choroby skóry
- skłonności dziedziczne
- (behawioralne) tłumienie instynktów